# Sílvia Muñoz i Escudé
Sílvia Muñoz i Escudé (Terrassa, Vallès Occidental 18 de setembre de 1979) és una exjugadora d'hoquei sobre herba catalana.
Es formà al Club Deportiu Terrassa, on desenvolupà gran part de la seva carrera esportiva jugant en les posicions de centrecampista i davantera. Amb el club terrassenc aconseguí vuit Campionats de Catalunya, quatre Lligues espanyoles i tres Copes de la Reina. La temporada 2005-06 jugà a l'HC Rotterdam, de la lliga neerlandesa, fitxant l'any següent pel Club de Campo Villa de Madrid, amb el qual aconseguí un títol de Lliga (2006-07). El 2008 tornà al CD Terrassa, on es retirà al final de la temporada 2011-12.
Internacional amb la selecció espanyola d'hoquei sobre herba en 230 ocasions, debutà amb 17 anys i participà als Jocs Olimpics de Sidney 2000, Atenes 2004 i Pequín 2008, arribant a ser la capitana de la selecció. També competí en sis Campionats d'Europa, destacant el subcampionat aconseguit el 2003, i tres Campionats del Món. Després de la seva retirada professional, s'ha dedicat a la medicina esportiva, treballant com a metge de la selecció absoluta.
Entre d'altres reconeixements, fou guardonada amb la medalla d'Or del Mèrit Esportiu i la medalla a l'Esperit Esportiu de l'Ajuntament de Terrassa (2001).

## Palmarès
Clubs
- 8 Campionats de Catalunya d'hoquei sobre herba femení: 1996-97, 1997-98, 1998-99-, 1999-00, 2000-01, 2001-02, 2004-05, 2009-10
- 5 Lligues espanyoles d'hoquei sobre herba femenina: 1999-00, 2000-01, 2001-02, 2004-05, 2006-07
- 3 Copes espanyoles d'hoquei sobre herba femenina: 1998, 2000, 2001
- 5 Campionat d'Espanya d'hoquei sala femení

Selecció espanyola
- 1 medalla d'argent al Campionat d'Europa d'hoquei sobre herba femení: 2003
- 1 medalla d'argent al Campionat del Món d'hoquei sala: 2007